# Duncan Alexander Cameron
Pour les articles homonymes, voir Cameron.
Cet article possède un paronyme, voir Duncan Cameron.
Le général Sir Duncan Alexander Cameron, né le 20 mai 1808 et mort le 8 juin 1888, était un officier de la British Army qui a combattu dans la guerre de Crimée (de 1854 à 1856), a commandé des troupes pendant une partie des guerres Māori, et a été gouverneur du collège militaire royal, à Sandhurst, de 1868 à 1875.

## Carrière
Cameron était un officier du 42e régiment d'infanterie. (Lieutenant en 1826, puis capitaine en 1833, major en 1839, et enfin colonel en 1854).
Il fut fait officier de l'ordre national de la Légion d'honneur et a reçu l'ordre du Médjidié, troisième classe (1858), Cameron a été nommé pour siéger (en 1859) à la Commission royale de la défense du Royaume-Uni, dont les recommandations ont incité à lancer un vaste programme de fortification des chantiers navals britanniques. En 1860, il devient commandant en chef, en Écosse.